# Bedouin Trail

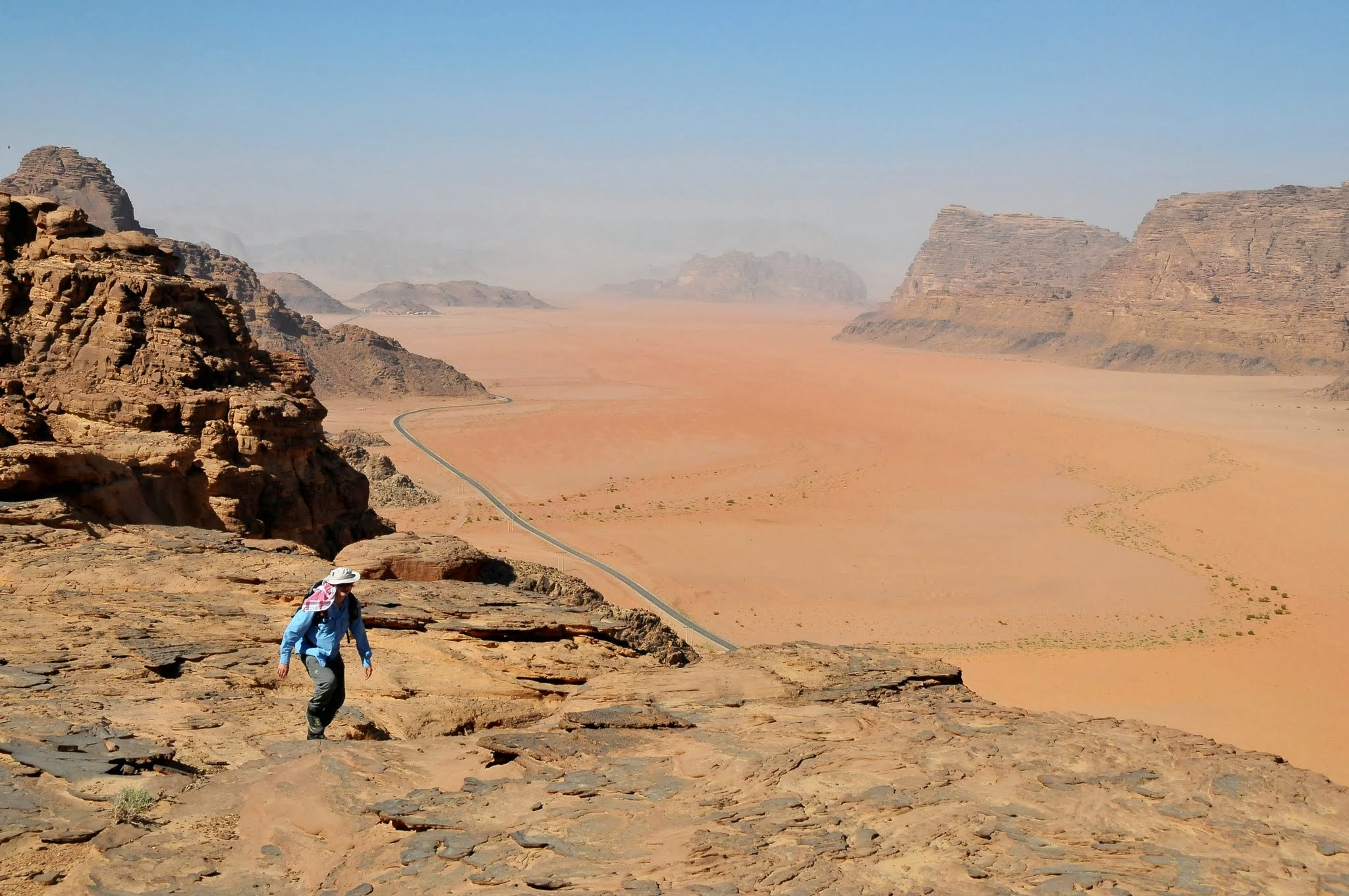

De Bedouin Trail is een intercontinentaal langeafstandswandelpad in Afrika en Azië. Het pad loopt door Egypte en Jordanië. Het is de combinatie van de Red Sea Mountain Trail, Sinai Trail en Wadi Rum Trail. De route is ongeveer 840 kilometer lang.